# Šókaku
Šókaku (japonsky: 翔鶴 „Letící jeřáb“) byla letadlová loď Japonského císařského námořnictva stejnojmenné třídy z doby druhé světové války. Loď měla ještě sesterské plavidlo Zuikaku, obě byly stavěny na základě programu z roku 1937.
Loď neměla pancéřovanou palubu, pohonné ústrojí však chránila 90mm silná pancéřová paluba a muniční sklady měly 157 mm silný strop a 165 mm silné boky. Kromě 84 letadel loď nesla výzbroj 16 kanónů ráže 127 mm, doplněných 36 kusy 25mm kanónů. Během války byla protiletadlová výzbroj výrazně zesilována.
Moderní letadlová loď Šókaku byla aktivní od počátku války v Tichomoří. Byla jednou z šesti letadlových lodí, které provedly útok na Pearl Harbor. V té době nesla 18 stíhacích letounů Micubiši A6M, 27 střemhlavých bombardérů Aiči D3A a 27 torpédových bombardérů Nakadžima B5N. V dubnu 1942 se účastnila náletů v Indickém oceánu, kde japonské letadlové lodě Akagi, Šókaku, Zuikaku, Sórjú a Hirjú poškodily spojenecká zařízení a potopily letadlovou loď HMS Hermes a těžké křižníky HMS Dorsetshire a HMS Cornwall. Poté bojovala v bitvě v Korálovém moři. U Guadalcanalu se spolu se sesterskou Zuikaku účastnila dalších dvou bitev roku 1942 a to bitvy u východních Šalomounů a bitvy u ostrovů Santa Cruz. V ní Šókaku utrpěla taková poškození, že byla opravována až do března 1943.
Loď nakonec 19. června 1944 potopila americká ponorka USS Cavalla třídy Gato během bitvy ve Filipínském moři.